# Net Run Rate
Net Run Rate (NRR) – rodzaj statystyki sportowej używanej w krykiecie, służąca analizie gry zespołu. Stosowana jest do klasyfikacji zespołów w tabeli ligowej o równej liczbie zdobytych punktów.
NRR jest różnicą średniej liczby runów zdobywanych przez drużynę na jeden over oraz średniej liczby runów zdobywanych przeciwko niej na jeden over przez inne drużyny. Działa na podobnej zasadzie jak różnica bramek w piłce nożnej.
Dodatni współczynnik NRR oznacza, że drużyna zdobywa punkty szybciej od przeciwników, natomiast ujemny - że zdobywa je wolniej.
NRR stosowane jest od Mistrzostw Świata w krykiecie w 1992 roku.

## Wzór
NRR oblicza się na podstawie poniższego wzoru:
{\displaystyle {\text{NRR}}={\frac {\text{wszystkie zdobyte runy}}{\text{wszystkie rozegrane overy}}}-{\frac {\text{wszystkie runy zdobyte przez przeciwników}}{\text{wszystkie overy rozegrane przez przeciwników}}}}
W zależności od sytuacji, można podstawić dowolne liczby, np. z jednego meczu, turnieju czy całej historii istnienia drużyny.